# Guillaume Gille
Guillaume Gille (12 de julio de 1976, Valence, Drôme, Francia) es un exjugador de balonmano francés que jugaba en la posición de central, además de ser miembro de la selección de balonmano de Francia. Actualmente es el seleccionador nacional del equipo francés.
Es el mayor de tres hermanos, Bertrand Gille y Benjamin Gille.

## Equipos

### Jugador
- HBC Loriol (1984-1996)
- Chambéry Savoie Handball (1996-2002)
- HSV Hamburg (2002-2012)
- Chambéry Savoie Handball (2012-2014)

### Entrenador
- Selección de balonmano de Francia (2020- )

## Palmarés

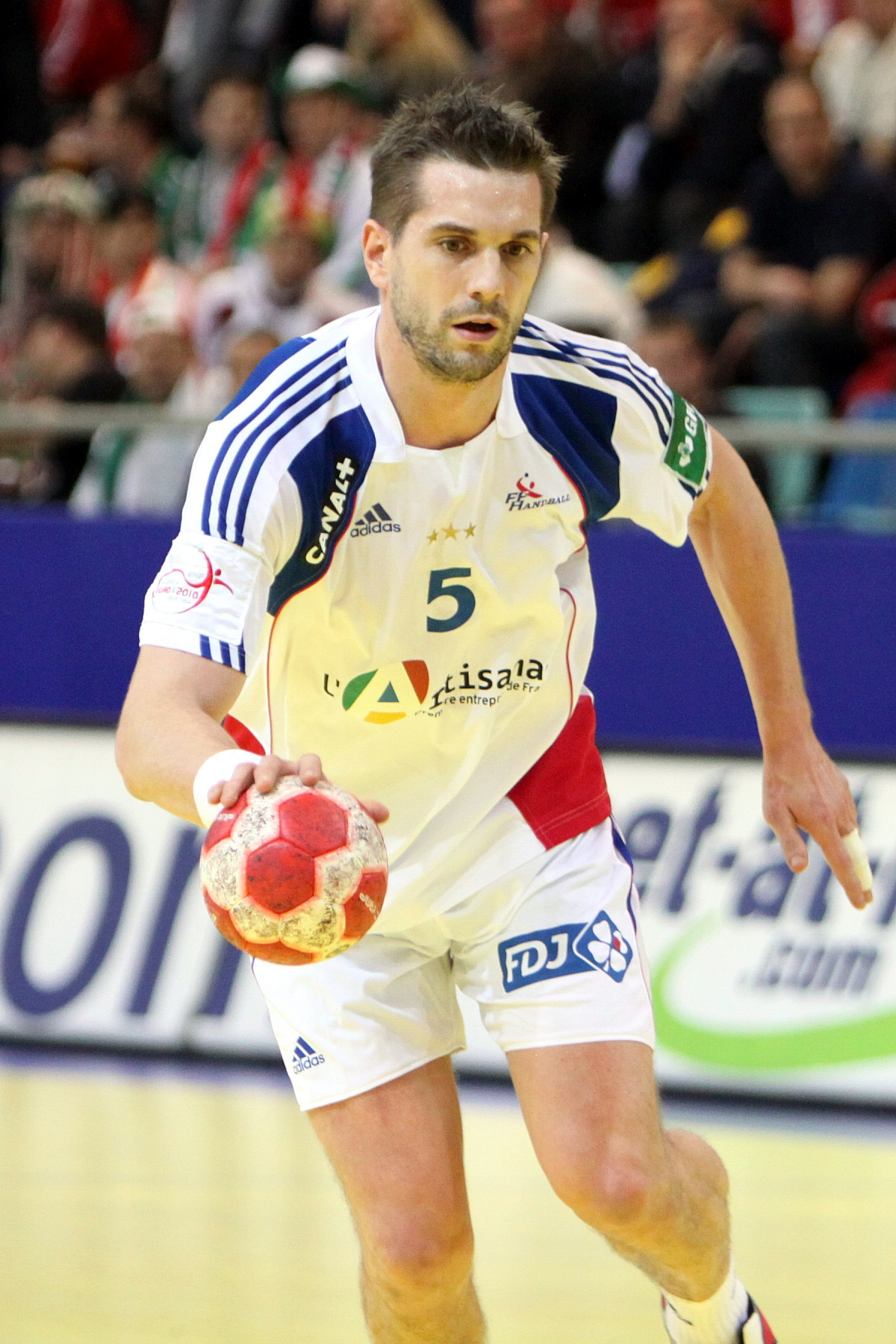
Gille con Francia en 2010.

### Chambéry Savoie Handball
- Liga Francesa (2001)
- Copa de la Liga de Francia (2001)

### HSV Hamburg
- Liga de Alemania (2011)
- Recopa de Europa (2007)
- Copa de Alemania (2006 y 2010)
- Supercopa de Alemania (2004, 2006, 2009 y 2010)

### Selección nacional
Como jugador:

#### Juegos Olímpicos
- Medalla de oro en los Juegos Olímpicos de Beijing 2008
- Medalla de oro en los Juegos Olímpicos de Londres 2012

#### Campeonato del Mundo
- Medalla de bronce en el Campeonato del Mundo de 1997
- Medalla de oro en el Campeonato del Mundo de 2001
- Medalla de bronce en el Campeonato del Mundo de 2005
- Medalla de oro en el Campeonato del Mundo de 2009

#### Campeonato de Europa
- Medalla de oro en el Campeonato de Europa de 2006
- Medalla de bronce en el Campeonato de Europa de 2008
- Medalla de oro en el Campeonato de Europa de 2010

Como entrenador:

#### Juegos Olímpicos
- Medalla de oro en los Juegos Olímpicos de Tokio 2020

#### Campeonato del Mundo
- Medalla de bronce en el Campeonato del Mundo de 2023

#### Campeonato de Europa
- Medalla de oro en el Campeonato de Europa de 2024

### Consideraciones personales
- Elegido en el equipo ideal de la Bundesliga (2011)